# 関節夫
関 節夫' （せき せつお）は日本の作家、歌人、詩人である。
大学時代より短歌を武器に詩、音楽、写真、イラストなどのコラボレーションによる クロスメディアの表現を行なってきた。
短歌セラピーによるメンタルデザインを試行しながら定期的に『関 節夫・短歌スピリットコンサート』を開催。FMラジオの『関 節夫のココトバTV』のパーソナリティでもある。

## 来歴
高校生時代より、国文学者で教授だった父親の影響を受け詩や短歌の創作を始める。高校生になると父親の万葉集、古今集、新古今集などを読みあさり、本格的に短歌の作詠を始める。同級生と文芸同人誌を創り短歌、詩、小説 などを投稿する。ニーチェ、ゲーテなど哲学書などや石川啄木に影響される。高校時代に演劇部に所属して、全国高校演劇コンクールに出場する。大学時代に社会心理学を専攻して、社会が人間に精神的に及ぼす影響を研究する。卒論に、太宰治などの文学者の作品から演歌の歌詞などを分析した「現代日本の 精神構造」を書く。
劇団に所属して役者や演出をこなし全国を公演してまわり、舞台俳優を志すが役者で食べていけないと断念して、大学卒業後アサツーDK、日本デザインセンターなどのコピーライターとなる。コピーライター、CMプランナーとしてクルマ関連やコンピュータ関連、コスメティック関連などのキャンペーンを手がけ、ソニーを手掛けていた影響で作詞家としてもデビュー。第14回作詞コンクールで最優秀新人賞を獲得する。

短歌を武器に、映像、イラストレーション、音楽などとのコラボレーションで 常に時代を見据え、メンタルデザイナーとして「魂のメッセージ」を発信している。特に、団塊の世代への応援歌を始め、ニート、ひきこもり、うつ病、リスト・カット から乳がんや脳性マヒの難病の方々の支援活動をしている。
佐佐木幸綱に師事して短歌結社心の花会員を経て、現在、短歌結社短歌人会員。多摩学友協会会員。バリトンの声楽を二期会会員・古澤利人に師事。
現在は調布FMの番組パーソナリティーである。
定期的に短歌朗読とクラシック音楽とのコラボの「関節夫・短歌スピリットコンサート」を開催している。

## 出版
- 2000年 写歌集「恋　時」（文芸社）
- 2004年 歌集「たそがれはまだ早い」〜お父さんの応援短歌〜（アートン）
- 2007年 歌集「まなうら」（美研インターナショナル）
- 2009年9月 短歌朗読CDアルバム『ゆらぎの言ノ葉』リリース。
- 2013年1月 電子書籍「トランキライザーはいらない」、「恋歌綴り」をAmazonキンドルから出版。
- 2016年1月電子書籍・こころの処方箋「ココトバブレンド」アマゾンより出版（夢叶舎刊）

## 雑誌
- 2005年「サンデー毎日」グラビア特集で短歌とイラストのコラボの作品を掲載。
- 2006年から一年間　月刊「労働レーダー」にコラムと短歌を連載する。
- 2012年 総合月刊誌一個人WEB版に「関 節夫のココトバの森」を連載する。

## メディア出演
- 2004年 NHK「特報首都圏」（30分）に出演。
- 2005年 TBS「ドキュメント・ナウ」（30分）で関節夫の活動と半生が放映される。
- 2006年 サントリー「ロイヤルウイスキー」にモデル出演して、ほかのテレビCMにも出演する。
- 2007年 NHK「ニュースウオッチ9」でライブ・インタビューが全国に放映される。
- 2018年 テレビ東京「じっくり聞いタロウ〜スター近況（秘）報告〜」に出演。